# إيتا دلويات
إتا الدلويات هي زخة شهب تترافق مع مرور مذنب هالي. تكون زخة الشهب مرئية كل سنة من أواخر شهر نيسان (أبريل) إلى أوائل أيار (مايو)، وتكون ذروتها في يوم 6 أيار. وقد سُميت بـ«إتا الدلويّات» لأن الشهب فيها تظهر في كوكبة الدلو، قرب واحد من ألمع نجومها وهو إيتا الدلو [الإنجليزية] (والذي يبلغ قدره الظاهري +4 تقريباً). إتا الدلويات ليست من أفضل زخات الشهب، حيث أنها في ذروتها حسب بعض التقديرات تكون بمعدل 10 شهب في الساعة في النصف الشمالي من الكرة الأرضية (وبمعدل 30 شهاباً في الساعة في النصف الجنوبي). لكن التقديرات تختلف حول معدل الشهب في أي زخة. وحسب «منظمة الشهب الدولية»، معدل الشهب في الزخة متغير، لكنه عموماً فوق 30 شهاباً في الساعة. أفضل زخات إتا الدلويات سوف تكون في الأعوام من 2008 إلى 2010. ويُفضل رصد الزخة بعيداً عن المدن لكي يكون بالإمكان رؤية عدد كبير من الشهب.